# Alexander Franzewitsch von Reineke

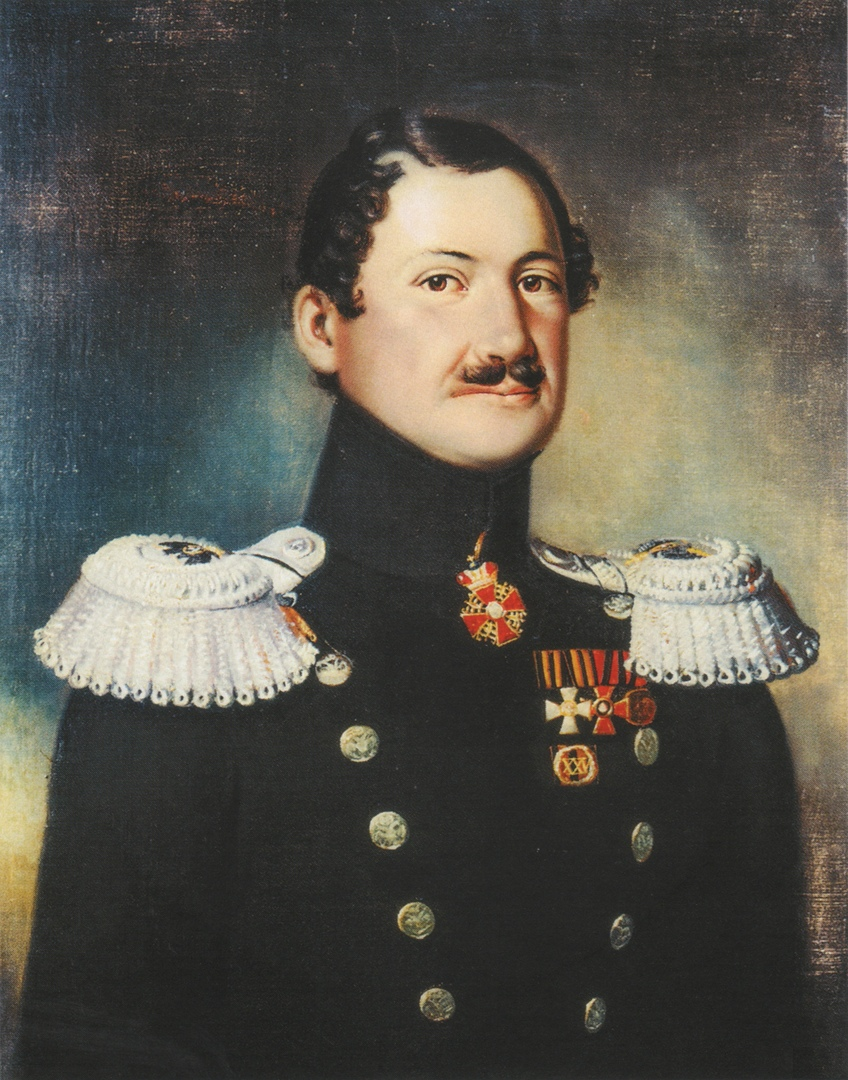
Alexander F. von Reineke, Gemälde von Johan Erik Lindh, um 1840

Alexander Franzewitsch von Reineke (russisch Александр Францевич Рейнеке Alexandr Francievich Rejneke, auch Alexander Franz Reinecke oder Reinken, * 1796 in Irkutsk; † nach 1869) war bis 1855 ein deutschbaltischer Generalmajor der kaiserlich-russischen Marine. Er war Hafenkommandant der Festung Sveaborg im Krimkrieg.

## Kindheit
Reineke war der Sohn des in Grothusenshof ansässigen und in Riga tätigen Hofrates Franz Reineke (1746–1821) und der ältere Bruder des späteren Vizeadmirals Michael von Reineke. Während letzterer als "klein und mager, als Kind sehr ernst und wissbegierig" beschrieben wurde, galt Alexander als "groß und kräftig". Er trat 1807 in das Kadettencorps in Sankt Petersburg ein und absolvierte 1812 die Kadettenschule im Range eines Oberfähnrichs (Midshipman).

## Laufbahn bei der Marine
1813 bis 1814 diente Reineke auf der 1806 erbauten russischen Brigg Sobol und war an der Blockade von Danzig beteiligt. Später war er in Kronstadt, Riga und in Archangelsk stationiert. 1817 wurde er zum Marine-Leutnant befördert und besegelte 1821 das Weiße Meer. 1827 zum Kapitän-Leutnant befördert, zeichnete er sich durch die Rettung Ertrinkender im Revaler Hafen aus, wofür er vom Zar einen Brillantring mit Steinen erhielt. 1831 bis 1836 war im Baltischen Meer bei Reval eingesetzt. 1836 wurde er zum Kapitän 2. Ranges, 1839 zum Kapitän 1. Ranges ernannt. Im Jahr 1838 erhielt er für seine 25 Dienstjahre den St. Georgs-Orden 4. Klasse.

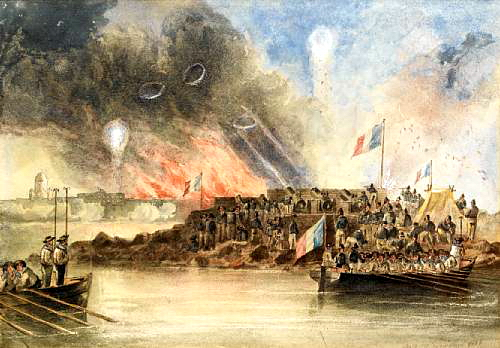
Bombardierung von Sveaborg, Gemälde von James Wilson Carmichael (1799–1868)

Von 1840 bis 1855 war er Hafenkommandant von Sveaborg. Am 2. Mai 1849 wurde er zum Generalmajor der Marine befördert. Im Zuge des Krimkrieges auf dem Ostsee-Schauplatz (Åland-Krieg) konnte er der dreitägigen Bombardierung von Sveaborg durch eine britisch-französische Flotte unter Admiral Dundas vom 9. bis 11. August 1855 wegen veralteter Geschütze und der Blockade der russischen Flotte nur wenig entgegensetzen. Seit dem 3. Oktober 1855 diente er bei der Admiralität von Sankt Petersburg, nahm aber schon am 30. November des Jahres seinen Abschied.

## Familie und Nachkommen
Er heiratete um 1837 in Reval nach orthodoxem Ritus seine Gattin, eine geborene Ladkin, mit der er vier Töchter bekommen sollte. Alle vier Töchter lebten 1869, so etwa:
- Anna Reinecke (* 1837 in Reval); ⚭ (1) Julius August Konstantin Hintze (Aide-de-camp des Alexander F. Reinecke in Sveaborg; * 1829 in Karelien; † 1859 in Sveaborg an Wunden aus der Bombardierung 1855), Sohn des Regierungssekretärs Jakob Fredrik Johan Hintze[3] (1789–1864, Direktor der Glas- und Spiegelfabrik Rokkala); ⚭ (2) Heinrich Vogt (Hochschullehrer), Kinder Nikolai und Andreas 
  - Alexander Constantinovich Hintze (* 1856 in Sveaborg; † 1919 in Harbin)[3], lebte ab 1865 bei Alexander F. Reinecke in Kronstadt bei St. Petersburg, bis 1869. Abschluss als Ingenieur 1880 in St. Petersburg, dann 1895 Leiter der Eisenbahnfabriken in Alexandrovsk. 1906 bis 1918 Beauftragter für Fahrzeuge der CER unter Horvat in der Mandschurei.[4]